# فرودگاه نانوالک
فرودگاه نانوالک (به انگلیسی: Nanwalek Airport) یک فرودگاه همگانی بهره‌برداری هوایی با کد یاتا KEB است که یک باند فرود شن دارد و طول باند آن ۵۶۴ متر است. این فرودگاه در شهر نان‌والک، آلاسکا کشور ایالات متحده آمریکا قرار دارد و در ارتفاع ۸ متری از سطح دریا واقع شده‌است.